# Skierrerivier (Láfutrivier)
De Skierrerivier, Zweeds: Skierrejåkka of Skierrejohka, is een beek in het noorden van Zweden, die van de bergen Skierreoaivi en Lávnjitvárri 593 m komt, naar het zuidoosten door de gemeente Kiruna stroomt en later van naam verandert in Láfutrivier. 
afwatering: Skierrerivier → Láfutrivier → Lainiorivier → Torne → Botnische Golf